# Inkarrí
Der Mythos von Inkarri (auch: Inkarrí, mit Endbetonung) ist in verschiedenen Versionen bei der quechuasprachigen Bevölkerung im südlichen Andenhochland von Peru verbreitet. Der Name hat sich durch Umformung der spanischen Bezeichnung Inca Rey („Inka-König“) durch Anpassung an die Quechua-Aussprache entwickelt.

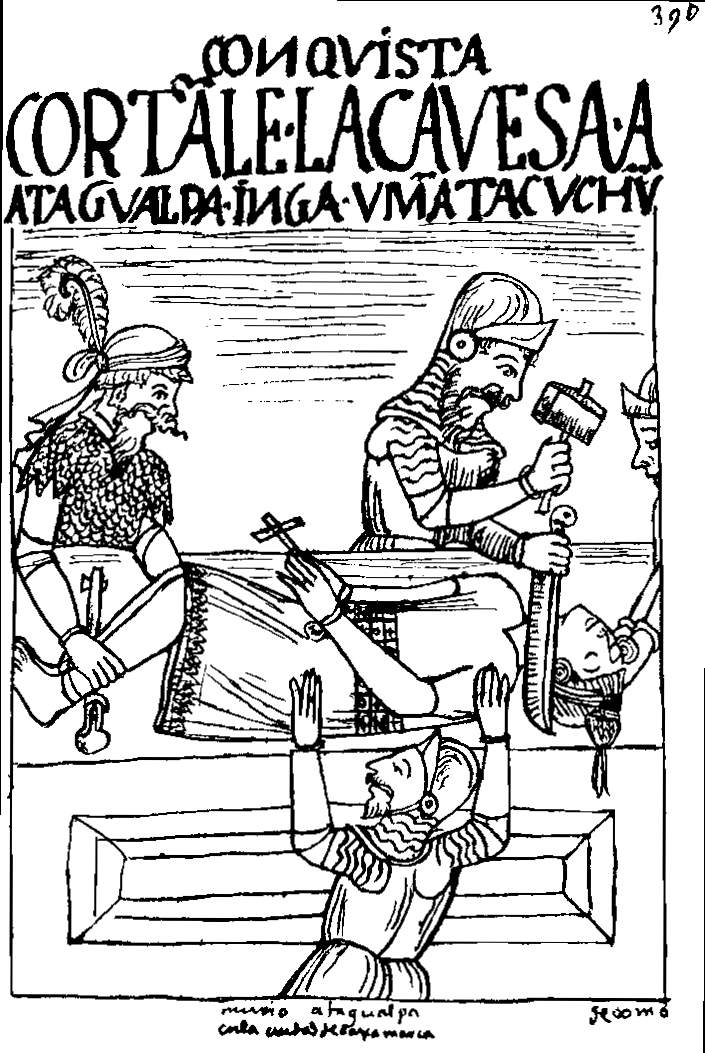
Enthauptung des Inkas Atahualpa, gezeichnet von Waman Puma de Ayala. In Wirklichkeit soll Atahualpa erdrosselt worden sein.

Der Mythos geht wahrscheinlich auf die traumatische Erfahrung der ehemaligen Inka-Untertanen infolge der mehrfachen Hinrichtung eines Inka durch die spanischen Konquistadoren zurück: 1533 wurde Inka Atawallpa auf Befehl von Francisco Pizarro in Cajamarca durch die Garrotte getötet, nachdem er bei der sogenannten Schlacht von Cajamarca in Gefangenschaft geraten und mehrere Monate lang als Geisel der Spanier verbracht hatte. Der von Pizarro eingesetzte Nachfolger Túpac Huallpa kam nach wenigen Monaten unter ungeklärten Umständen auf dem Marsch nach Cusco zu Tode. Auch der letzte Inka Túpac Amaru starb 1572 in Cusco auf Befehl von Francisco de Toledo durch Enthaupten. Nach einem gescheiterten Aufstand wurde 1781 auch der indigene Rebellenführer José Gabriel Condorcanqui (auch bekannt als Túpac Amaru II.) in Cusco gevierteilt.
Der Kern des Mythos beinhaltet eine Prophezeiung des Inka vor seiner Ermordung durch die Spanier, wonach er wiederkehren und die Ordnung des Inka-Reiches wiederherstellen werde. Generell wird der Tod des Inka in dem Mythos stets als Enthauptung dargestellt, so wie es auch Waman Puma de Ayala zeichnerisch wiedergegeben hat. Die Körperteile des Inka sollen an verschiedenen Orten begraben sein, wobei sich die Ortsangaben unterscheiden. Meist heißt es, der Kopf sei in Lima oder Spanien, der Rumpf in Cusco begraben. Die Q'ero-Indianer erzählen dagegen, Inkarrí sei an den sagenhaften Ort Paytiti entrückt worden. Die Körperteile, so heißt es, würden wieder zusammenwachsen und der Inka wiederauferstehen. Es handelt sich somit um einen messianischen Mythos.
Meist erscheint Inkarri als Gründer der Inka-Hauptstadt Cusco, oft im Rahmen eines Wettstreits mit einem Gegenspieler. So treffen sich in der Version von Q'ero Inkarri und Qollarri auf dem Pass Raya zwischen den Gebieten von Cusco und Puno. Inkarri wirft einen goldenen Stab dorthin, wo er danach die Stadt Cusco gründet. Qollarri wirft seinen Stab in die andere Richtung, an den Titicaca-See, wo er die Stadt Puno gründet. Der goldene Stab taucht in vielen Versionen des Inkarri-Mythos auf und stammt bereits aus der Zeit vor der Conquista: So kommt er schon in den Ursprungsmythen der Inkas (z. B. bei den Ayar-Brüdern, siehe auch Manco Cápac) sowie im Huarochirí-Manuskript aus dem Ende des 16. Jahrhunderts vor.
Der indigene Inkarri-Mythos war den Europäern und ihren Nachfahren jahrhundertelang nicht bekannt. Erst im Jahre 1955 veröffentlichte Óscar Núñez del Prado Castro von der Universität Cusco die Überlieferung, die er in der Quechua-Dorfgemeinschaft Q'ero (Provinz Paucartambo, Departement Cusco, Peru) im Rahmen einer ethnologischen Expedition aufgezeichnet hatte. Eine andere Version, veröffentlicht 1956, stammt aus Puquio (Provinz Lucanas, Departement Ayacucho, Peru) und wurde von dem Schriftsteller und Sozialwissenschaftler José María Arguedas aufgezeichnet.